# Lasioglossum kiautschouense
Lasioglossum kiautschouense är en biart som först beskrevs av Embrik Strand 1910.  Lasioglossum kiautschouense ingår i släktet smalbin, och familjen vägbin. Inga underarter finns listade i Catalogue of Life.